# 1782
Năm 1782 (số La Mã: MDCCLXXXII) là một năm thường bắt đầu vào thứ Ba trong lịch Gregory (hoặc một năm thường bắt đầu vào thứ Bảy của lịch Julius chậm hơn 11 ngày).

## Sự kiện

### Tháng 2
- Nguyễn Huệ đem thủy quân nam hạ, phá tan quân Nguyễn trong trận Ngã Bảy, giết cai cơ Mạc Huè, Nguyễn Ánh dẫn tàn quân trốn chạy về Hậu Giang.

### Tháng 9
- Tĩnh Đô vương Trịnh Sâm mất, Đặng Thị Huệ cùng Hoàng Đình Bảo lập Trịnh Cán lên nối nghiệp chúa tức Điện Đô Vương.

### Tháng 10
- Bọn Dự Vũ xúi quân Tam Phủ truất ngôi chúa của Trịnh Cán lập Trịnh Khải lên thay tức là Đoan Nam Vương

## Sinh
- Nguyễn Phúc Ngọc Châu, phong hiệu Bình Thái Công chúa, công chúa con vua Gia Long nhà Nguyễn (m. 1847)
- Nguyễn Phúc Hy, tước phong Thuận An công, hoàng tử con vua Gia Long (m. 1801)

## Mất
- Tĩnh Đô vương Trịnh Sâm - chúa Trịnh ở Đàng Ngoài nước Đại Việt (s. 1739)
- Điện Đô vương Trịnh Cán - chúa Trịnh ở Đàng Ngoài nước Đại Việt (s. 1777)